# Codice penale giuseppino
La Josephinisches Strafgesetz (StG 1787) o Allgemeines Gesetz über Verbrechen und derselben Bestrafung (Legge generale sui delitti e le loro pene), meglio nota come Giuseppina o Codice penale giuseppino, è stato il primo codice penale per i territori asburgici, ed è datato al 1787, sotto il regno di Giuseppe II d'Asburgo-Lorena.

## Vicende storiche

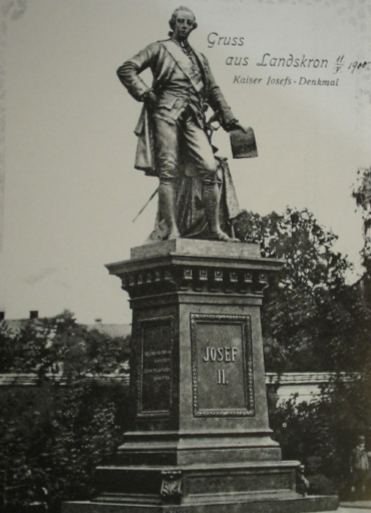
Monumento a Giuseppe II come legislatore che si trovava nella cittadina ceca di Lanškroun, ma rimosso nel 1924.

Già la madre di Giuseppe II, la sovrana Maria Teresa d'Asburgo, nel 1768 aveva emanato una Constitutio criminalis Theresiana, consolidazione del diritto penale consuetudinario locale e della normazione imperiale (nel 1532 Carlo V d'Asburgo aveva emanato una Constitutio criminalis Carolina valida nei territori del Sacro Romano Impero).
La codificazione giuseppina resterà in vigore fino all'emanazione del Codice penale cosiddetto "universale" del 1803, emanato dal nipote di Giuseppe II, Francesco II d'Asburgo-Lorena (1792-1835).

## Contenuti e sistematica
La "Giuseppina" supera l'impostazione della "Teresiana" perché abroga l'intera legislazione precedente e vieta l'eterointegrabilità del testo con altre fonti normative (ad esempio il diritto comune o il diritto romano).
Inoltre, divide la materia sostanziale da quella processuale (contenuta nella Kriminalgerichtsordnung - "Regolamento di procedura penale" - del 1788), ed elabora la distinzione dei reati in delitti criminali e delitti politici. Questa bipartizione, che sarà contrastata dalla tripartizione in delitti, crimini e contravvenzioni di origine francese (Codice penale rivoluzionario del 1791), si fonda sulla divisione tra le fattispecie considerate lesive delle eterne leggi naturali secondo la concezione giusnaturalista (i delitti criminali, quali ad esempio l'omicidio), e le fattispecie lesive di prescrizioni contingenti di polizia (i delitti politici, quali ad esempio gli attentati all'ordine pubblico od al buon costume).
La pena di morte era prevista solo nel caso di sedizione prossima a rovesciare lo Stato (si consideri che il Granducato di Toscana, retto dal fratello di Giuseppe II Pietro Leopoldo - futuro imperatore d'Austria dal 1790 al 1792 alla morte del fratello - era stato la prima nazione europea ad abolire la pena di morte con il Codice leopoldino del 1786).
Della tortura, già abolita nel 1776 da Maria Teresa, sotto l'influsso dei grandi giuristi Joseph von Sonnenfels e Carlo Antonio Martini, fu espressamente confermata l'abolizione nel codice giuseppino; tuttavia, in esso erano previste alcune pene corporali particolarmente pesanti, come la marchiatura a fuoco, l'esposizione alla berlina, le frustate, le bastonate e la confisca dei beni, come pure alcuni aggravi della pena, quali incatenamento e digiuno forzato.